# چوی کیونگ-جا
چوی کیونگ-جا (انگلیسی: Choi Kyung-ja؛ زادهٔ ) یک بازیکن تنیس روی میز اهل کره جنوبی است. 
وی در مسابقات کشوری و بین‌المللی در مجموع برنده ۱ مدال طلا، ۶ مدال نقره، ۴ مدال برنز شده‌است.